# 東氏豔擬守瓜
東氏豔擬守瓜（学名：Dercetina azumai）为金花蟲科豔擬守瓜屬下的一个种。